# Dioecrescis
Dioecrescis é um género botânico pertencente à família Rubiaceae.